# Суперкубок України з волейболу серед жінок 2020
Суперкубок України серед жіночих волейбольних команд відбувся 24 жовтня 2020 року в місті Городок Хмельницької області. «Прометей» (Кам'янське) у п'яти сетах переміг «Хімік» (Южне).

## Матч
| 24 жовтня 2020 |

| «Прометей» | 3 – 2 (21:25, 27:25, 19:25, 25:21, 17:15) | «Хімік» |
| ---------- | ----------------------------------------- | ------- |
|            |                                           |         |

| Спортивний комплекс «Епіцентр» (Городок) Арбітр: Паршин (Рівне), Ковальчук (Луцьк) |

| 5                | Україна     | Катерина Сільченкова | 9  |
| 3                | Україна     | Дар'я Дрозд          | 15 |
| 7                | Україна     | Лора Кітіпова        | 10 |
| 1                | Україна     | Катерина Дудник      | 21 |
| 2                | Україна     | Діана Мелюшкіна      | 22 |
| 8                | Україна     | Анастасія Крайдуба   | 15 |
| 21               | Пуерто-Рико | Шара Венегас (л)     |    |
| 14               | Куба        | Даямі Санчес         | 1  |
| 4                | Україна     | Алла Політанська     |    |
| 18               | Україна     | Марина Мазенко       |    |
| Головний тренер: |             |                      |    |
| Іван Пєтков      |             |                      |    |

| 7                | Україна  | Ольга Скрипак        | 6  |
| 13               | Україна  | Оксана Яковчук       | 14 |
| 5                | США      | Джасмін Снід         | 13 |
| 1                | Україна  | Ганна Кириченко      | 16 |
| 9                | Україна  | Юлія Бойко           | 18 |
| 8                | Україна  | Катерина Фролова     | 10 |
| 6                | Україна  | Кристина Нємцева (л) |    |
| 10               | Україна  | Дарія Степановська   | 1  |
| 2                | Бразилія | Тайнара Еммель       |    |
| 15               | Україна  | Юлія Микитюк         | 2  |
| Головний тренер: |          |                      |    |
| Євген Ніколаєв   |          |                      |    |

- Набрані очки: 109—111 (69-56 — атака, 19-16 — блок, 3-8 — ейси, 18-31 — помилки суперника).
- Кращі снайпери: Мелюшкина (22) — Бойко (18).
- Тривалість матчу: 125 хвилин (27+28+24+27+19).
- Кращі гравці (за версією ФВУ): Мелюшкіна, Венегас — Снід, Нємцева.
- На сайті «Прометея» також вказані гравці: Анна Харчинська, Діана Франкевич, Тетяна Ротар (л) — Аніта Сінгх, Дар'я Великоконь, Анастасія Маєвська, Євгенія Хобер.